# Storyville (album)
Storyville è il secondo album discografico in studio da solista del cantante canadese Robbie Robertson, pubblicato nel 1991.

## Tracce
Tutte le tracce sono scritte da Robbie Robertson eccetto dove indicato.
1. Night Parade – 5:05
2. Hold Back the Dawn – 5:25
3. Go Back to Your Woods (Robertson, Bruce Hornsby) – 4:48
4. Soap Box Preacher – 5:17
5. Day of Reckoning (Burnin' for You) (Robertson, David Ricketts) – 6:43
6. What About Now (Robertson, Ivan Neville) – 5:08
7. Shake This Town – 5:21
8. Breakin the Rules – 5:48
9. Resurrection – 5:18
10. Sign of the Rainbow (Robertson, Martin Page) – 5:24

## Formazione
- Robbie Robertson - voce, chitarre, organo
- Jerry Marotta - batteria, percussioni
- Bill Dillon - chitarre, mandolino
- Guy Pratt - basso
- Alex Acuña - percussioni
- Paul Moore - tastiere